# Olympische Sommerspiele 1992/Teilnehmer (Irland)
| Gelbes Symbol für Goldmedaillen mit stilisierten Olympischen Ringen | Graues Symbol für Silbermedaillen mit stilisierten Olympischen Ringen | Braundes Symbol für Bronzemedaillen mit stilisierten Olympischen Ringen |
| ------------------------------------------------------------------- | --------------------------------------------------------------------- | ----------------------------------------------------------------------- |
| 1                                                                   | 1                                                                     | —                                                                       |

Irland nahm an den Olympischen Sommerspielen 1992 in Barcelona mit einer Delegation von 58 Athleten (49 Männer und neun Frauen) an 47 Wettkämpfen in zwölf Sportarten teil. Fahnenträgerin bei der Eröffnungsfeier war die Schwimmerin Michelle Smith.

## Medaillengewinner

### Gold
| Name            | Sportart | Wettkampf             |
| --------------- | -------- | --------------------- |
| Michael Carruth | Boxen    | Männer, Weltergewicht |

### Silber
| Name             | Sportart | Wettkampf             |
| ---------------- | -------- | --------------------- |
| Wayne McCullough | Boxen    | Männer, Bantamgewicht |

## Teilnehmer nach Sportarten

### Bogenschießen
Männer
- Noel Lynch
Einzel: 62. Platz

### Boxen
Männer
- Paul Buttimer
Fliegengewicht: 1. Runde
- Michael Carruth
Weltergewicht: Gold
- Paul Douglas
Schwergewicht: Viertelfinale
- Paul Griffin
Federgewicht: 1. Runde
- Kevin McBride
Superschwergewicht: 2. Runde
- Wayne McCullough
Bantamgewicht: Silber

### Fechten
Männer
- Michael O’Brien
Degen, Einzel: 34. Platz

### Judo
Männer
- Keith Gough
Ultraleichtgewicht: 13. Platz
- Ciarán Ward
Halbleichtgewicht: 24. Platz

### Kanu
Männer
- Pat Holmes
Kajak-Einer, 500 Meter: Halbfinale
Kajak-Einer, 1000 Meter: Halbfinale
- Alan Carey & Conor Holmes
Kajak-Zweier, 500 Meter: Hoffnungslauf
Kajak-Zweier, 1000 Meter: Hoffnungslauf
- Ian Wiley
Kajak-Einer, Slalom: 8. Platz
- Mike Corcoran
Canadier-Einer, Slalom: 12. Platz

### Leichtathletik
| Männer - Noel Berkeley 10.000 Meter: Vorläufe - Victor Costello Kugelstoßen: 22. Platz in der Qualifikation - John Doherty 5000 Meter: Vorläufe - Sean Dollman 10.000 Meter: Vorläufe - Paul Donovan 5000 Meter: Vorläufe - Tommy Hughes Marathon: 72. Platz - Thomas Kearns 110 Meter Hürden: Viertelfinale - Jimmy McDonald 20 Kilometer Gehen: 6. Platz - Terry McHugh Speerwurf: 27. Platz in der Qualifikation - Robert O’Leary 20 Kilometer Gehen: disqualifiziert - Frank O’Mara 5000 Meter: Vorläufe - Marcus O’Sullivan 1500 Meter: Halbfinale - Paul Quirke Kugelstoßen: 23. Platz in der Qualifikation - Andy Ronan Marathon: DNF - Nick Sweeney Diskuswurf: 23. Platz in der Qualifikation - John Treacy Marathon: 51. Platz | Frauen - Catherina McKiernan 3000 Meter: Vorläufe - Sonia O’Sullivan 1500 Meter: Halbfinale 3000 Meter: 4. Platz - Perri Williams 10 Kilometer Gehen: 37. Platz |

### Radsport
Männer
- Conor Henry
Straßenrennen: 35. Platz
- Mark Kane
100 Kilometer Mannschaftszeitfahren: 17. Platz
- Kevin Kimmage
Straßenrennen: 32. Platz
100 Kilometer Mannschaftszeitfahren: 17. Platz
- Robert Power
100 Kilometer Mannschaftszeitfahren: 17. Platz
- Paul Slane
Straßenrennen: 65. Platz
100 Kilometer Mannschaftszeitfahren: 17. Platz

### Reiten
- Peter Charles
Springen, Einzel: DNF
Springen, Mannschaft: 14. Platz
- Máiréad Curran
Vielseitigkeitsreiten, Einzel: 29. Platz
Vielseitigkeitsreiten, Mannschaft: 8. Platz
- Paul Darragh
Springen, Einzel: 68. Platz in der Qualifikation
Springen, Mannschaft: 14. Platz
- Melanie Duff
Vielseitigkeitsreiten, Einzel: 32. Platz
Vielseitigkeitsreiten, Mannschaft: 8. Platz
- Polly Holohan
Vielseitigkeitsreiten, Einzel: 39. Platz
Vielseitigkeitsreiten, Mannschaft: 8. Platz
- James Kernan
Springen, Einzel: DNF
Springen, Mannschaft: 14. Platz
- Eddie Macken
Springen, Einzel: 75. Platz in der Qualifikation
Springen, Mannschaft: 14. Platz
- Anna Merveldt-Steffens
Dressur, Einzel: 11. Platz
- Eric Smiley
Vielseitigkeitsreiten, Einzel: 27. Platz
Vielseitigkeitsreiten, Mannschaft: 8. Platz

### Rudern
Männer
- Niall O’Toole
Einer: 21. Platz

### Schwimmen
| Männer - Gary O’Toole 100 Meter Brust: 38. Platz 200 Meter Brust: 20. Platz 200 Meter Lagen: 34. Platz | Frauen - Michelle Smith 200 Meter Rücken: 35. Platz 200 Meter Lagen: 32. Platz 400 Meter Lagen: 26. Platz |

### Segeln
| Offene Klasse - Mark Mansfield & Tom McWilliam Star: 15. Platz - Peter Kennedy & David Wilkins Flying Dutchman: 14. Platz | Frauen - Denise Lyttle Europe: 12. Platz |

### Tennis
Männer
- Owen Casey
Einzel: 1. Runde
Doppel: 2. Runde
- Eoin Collins
Doppel: 2. Runde